# San Zenone degli Ezzelini
San Zenone degli Ezzelini är en ort och kommun i provinsen Treviso i regionen Veneto i Italien. Kommunen hade 7 392 invånare (2018).